# UDIR (CP/J)
UDIR – polecenie nierezydentne systemu CP/J, zlecające wyświetlenie katalogu plików. Nazwa polecenia jest skrótem od słów z języka angielskiego „User directory” – katalog użytkownika.
Dyrektywa ta może mieć następującą postać:
UDIRwyświetlenie katalogu plików w bieżącym napędzie dyskietek, wszystkich użytkowników
UDIR X:jak wyżej wyświetlenie katalogu plików ale napędu X:
UDIR [X:] numer_użytkownikawyświetlenie katalogu, z bieżącego napędu lub (jeżeli podano) z napędu X:, dla konkretnego użytkownika o numerze podanym w dyrektywie.
W porównaniu do dyrektywy rezydentnej DIR, zlecenie UDIR wyświetla katalog plików dla wszystkich lub dla konkretnego użytkownika, bez względu na to, który użytkownik jest aktualnie aktywny. W przypadku wywołania polecenia bez numeru użytkownika, zostanie wyświetlony katalog dla pierwszego użytkownika, następnie należy nacisną albo klawisz Esc w celu zakończenia działania polecenia, albo dowolny inny klawisz w celu wyświetlenia katalogu dla kolejnego użytkownika (jeżeli występuje).